# Satyagrahahuset

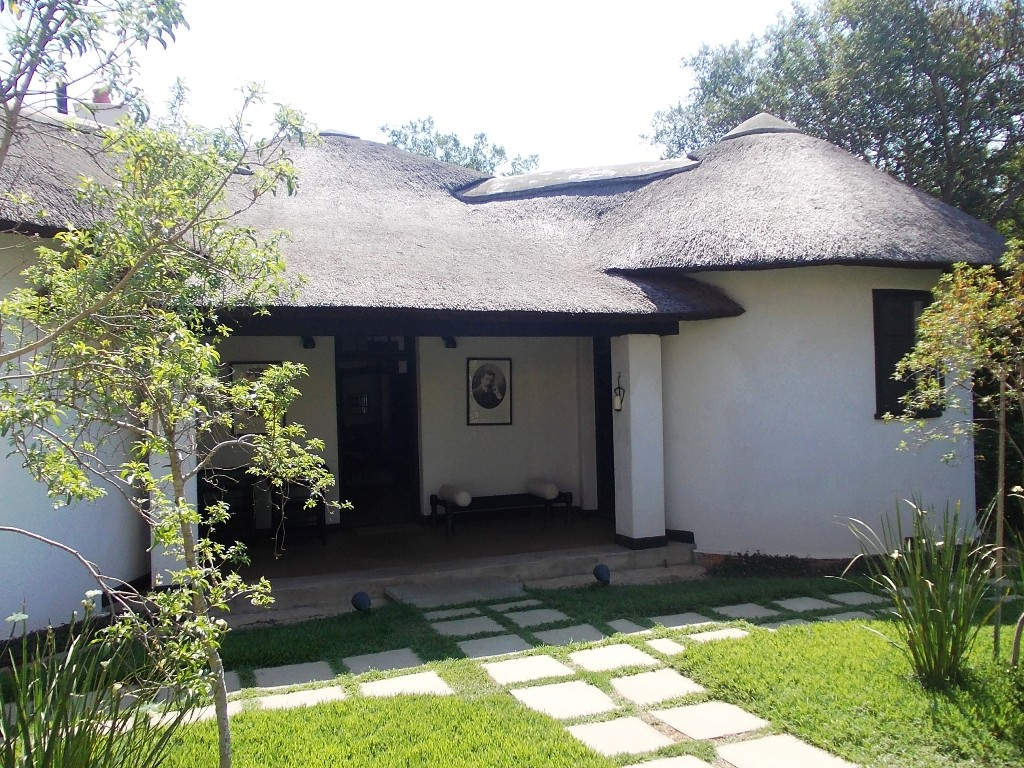
Satyagrahahuset

Satyagrahahuset (engelska: Satyagraha House) även känt som Gandhihuset, är ett museum och gästhus i Johannesburg. Huset ägdes av Mahatma Gandhi där han bodde och arbetade 1908 och 1909. Det är ett registrerat kulturarv i Johannesburg. Satyagraha betyder ihärdighet om sanningen. Huset ritades av arkitekten Hermann Kallenbach för Gandhi och honom själv och färdigställdes 1908.